# Державний кордон Мадагаскару

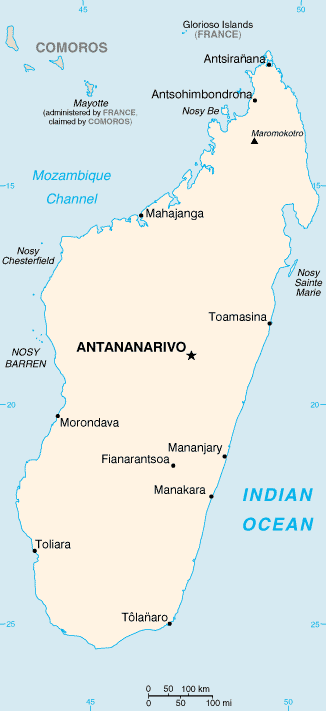
Карта Мадагаскару

Державний кордон Мадагаскару — державний кордон, лінія на поверхні Землі та вертикальна поверхня, що проходить по цій лінії, що визначають межі державного суверенітету Мадагаскару над власними територією, водами, природними ресурсами в них і повітряним простором над ними. Мадагаскар не має сухопутного кордону з жодною державою. Він повністю займає великий однойменний острів, уся територія країни суцільна, тобто анклавів чи ексклавів не існує.

## Морські кордони
Мадагаскар на заході омивається водами Мозамбіцької протоки, на сході — безпосередньо водами Індійського океану. Загальна довжина морського узбережжя 4828 км. Мадагаскар простягається з півночі — північного заходу на південь — південний захід більш як на 1500 км при середній ширині близько 400 км; максимальна ширина його сягає 560 км. Згідно з Конвенцією Організації Об'єднаних Націй з морського права (UNCLOS) 1982 року, протяжність територіальних вод країни встановлено в 12 морських миль (22,2 км). Прилегла зона, що примикає до територіальних вод, в якій держава може здійснювати контроль, необхідний для запобігання порушень митних, фіскальних, імміграційних або санітарних законів, простягається на 24 морські милі (44,4 км) від узбережжя (стаття 33). Виключна економічна зона встановлена на відстань 200 морських миль (370,4 км) від узбережжя. Континентальний шельф — 200 морських миль (370,4 км) від узбережжя, або 100 морських миль від ізобати у 2500 м).